# 생존 페르스
생존 페르스(Saint-John Perse, 1887년 5월 31일 ~ 1975년 9월 20일)는 프랑스의 시인·외교관이다. 서인도 제도에서 출생하였다. 폴 클로델의 음률에 빅토르 위고의 웅변을 더한 것 같은 우주적인 시를 썼으며, 그는 동양 여러 곳의 외교관으로 일하였다. 1960년 노벨 문학상을 받았으며, 작품으로 《원정》, 《유적》, 《편년사》 등이 있다.
본명은 마리드네 알렉시스 생 레제, 과들루프섬에 접하는 작은 섬 일레타 퓨에서 변호사의 장남으로 태어났다. 1899년 포에 이주, 보르도 대학교에서 법학을 전공하는 한편, 여러 문학자들과 교우하면서 시작(詩作)에 뜻을 두었다. 작품 <찬가(讚歌)>(1911)는 서인도 제도의 남국 정취가 풍기는 풍물과 그곳에서 지낸 유년시절을 그렸다. 그 후 외교관으로 근무하면서 베이징(北京)에 있을 때 외몽골과 중앙아시아를 탐험하여 <아나바스>(1924), <태자친선(太子親善)>(1924)을 썼다. 엘리어트 릴케 등에게 영향을 끼쳤다.
외교관의 중요 직책을 수행하다가 제2차 세계대전 전에 미국으로 망명하였는데, 비시 정권에 의해 국적까지 박탈되었다. 미국에서 망명자의 부재감, 전쟁에 대한 고뇌의 선율을 읊은 <유적지(流謫地)>(1946)를 출간했다. 전후 귀국하지 않고 남아메리카와 카리브해를 배경으로 내재한 심오한 세계를 <바람>(1949), <항해 목표>(1957)에서 노래했다. 1957년 귀국하고, 1960년에 노벨상을 수상했다. 그 후에도 <연대기(年代記)>(1960)와 <새>(1961)를 출판하였다.

## 같이 보기
- 르 몽드가 선정한 세기의 도서 100권
- 존 굴드 플레처
- 후고 폰 호프만스탈
- 주세페 운가레티
- 아치볼드 매클리시
- 스티븐 스펜더
- 폴 클로델
- W. H. 오든
- 옥타비오 파스

## 참고 문헌
- 이 문서에는 다음커뮤니케이션(현 카카오)에서 GFDL 또는 CC-SA 라이선스로 배포한 글로벌 세계대백과사전의 내용을 기초로 작성된 글이 포함되어 있습니다.